# Asaphocrita
Asaphocrita is een geslacht van vlinders van de familie Blastobasidae.

## Soorten
- A. obsoletella (Krogerus, 1947)
- A. protypica Meyrick, 1931